# Walther Oehler
Walther Oehler (* 3. Januar 1888 in Berlin-Lichterfelde; † 6. Juli 1968 in München) war ein deutscher Marineoffizier, zuletzt Konteradmiral der Kriegsmarine im Zweiten Weltkrieg.

## Karriere

### Kaiserliche Marine und Erster Weltkrieg
Oehler trat am 1. April 1908 als Seekadett in die Kaiserliche Marine ein. Er absolvierte die Grundausbildung und anschließend die Basisausbildung bis zum 31. März 1909 auf dem als Schulschiff genutzten Großen Kreuzer Freya. Am 10. April 1909 wurde er zum Fähnrich zur See ernannt. Daraufhin kam er zur weiteren Ausbildung an die Marineschule in Flensburg-Mürwik und absolvierte ab dem 1. April 1909 spezielle Kurse in Artillerie-, Infanterie- und Torpedowesen. Ab dem 29. September 1910 tat Oehler Dienst auf dem Großlinienschiff Rheinland und wurde am 27. September 1911 zum um Leutnant zur See befördert.
Am 1. Oktober 1913 reiste Oehler nach Tsingtau und übernahm dort ab dem 14. November den Dienstposten des Wach- und Artillerieoffiziers auf dem Kanonenboot Iltis. In dieser Dienststellung erlebte er den Ausbruch des Ersten Weltkriegs. Als die Iltis am 7. August formell in Tsingtau außer Dienst gestellt wurde, bekam Oehler ein Kommando als Kommandant und Kompanie-Offizier der Festungsbatterie 14 Moltke der deutschen Verteidigungstruppen während der Belagerung von Tsingtau. Am 19. September 1914 erfolgte die Beförderung zum Oberleutnant zur See. Nach der Kapitulation der deutschen Truppen vor der Kaiserlich Japanischen Armee am 7. November 1914 kam Oehler in japanische Kriegsgefangenschaft. Er wurde zunächst im Lager Tokyo-Asakusa inhaftiert und am 7. September 1915 in das Lager Narashino verlegt. Im Dezember 1919 wurde er entlassen und am 30. Januar 1920 zum Kapitänleutnant befördert, das Patent zu seinem Dienstgrad trug das Datum 28. April 1918.
Am 28. August 1920 nahm Oehler seinen Abschied aus der deutschen Marine und trat in den Polizeidienst der Niederländischen Kolonie Niederländisch-Indien ein. 1922 war er als Polizeikommissar 2. Klasse in Jakarta eingesetzt.

### Reichsmarine und Kriegsmarine
Am 1. Oktober 1932 wurde Oehler als Zivilangestellter der Inspektion der Marineartillerie in die Reichsmarine eingestellt. Ab dem 1. Oktober 1933 tat er als Lehrgangsleiter an der Küstenartillerieschule (K.A.S.) in Wilhelmshaven Dienst und wurde genau ein Jahr später zum Fregattenkapitän (L-Offizier) befördert. Am 1. April 1938 wurde er zum Kapitän zur See (E-Offizier) befördert und ab dem 21. Oktober des gleichen Jahres als Marine-Berater der Ersatz-Abteilung Königsberg eingesetzt. Diese Dienststellung behielt Oehler bis zum Ausbruch des Zweiten Weltkriegs und wurde kurz danach ab dem 7. September 1939 Kommandeur des 5. Marineartillerie-Ersatzbataillons. Es folgten einige kurzzeitige Kommandos als Kommandant von verschiedenen Marine-Flak-Sektionen an der Nordseeküste, bevor Oehler ab dem 26. Mai 1940 das 2. Marine-Flak-Regiment in Wilhelmshaven als Kommandeur übernahm. Am 1. Mai 1942 wurde die Einheit in II. Marine-Flak-Brigade umbenannt. Oehler blieb Kommandeur und wurde am 1. Oktober 1942 zum Konteradmiral ernannt. Vom 14. Dezember 1943 bis zum 20. April 1944 war Oehler Kommandant der Seeverteidigung Bergen. Am 21. April wurde Oehler schwer verwundet und verblieb bis zum 29. August 1944 im Lazarett. Danach wurde er zur Verwendung des Befehlshabers des Marineoberkommandos Ostsee gestellt. Am 31. Januar 1945 schied er aus dem Marinedienst aus. Oehler verlebte seinen Ruhestand in München, wo er 1968 starb.

## Auszeichnungen
- Deutsches Kreuz in Gold verliehen am 28. Januar 1944